# Bartholomeus Roodenburch
Bartholomeus Adrianus Roodenburch (* 29. Juni 1866 in Amsterdam; † 16. Juli 1939 in Oegstgeest) war ein niederländischer Schwimmer.

## Karriere
Roodenburch nahm 1908 an den Olympischen Spielen in London teil. Hier scheiterte er im Wettbewerb über 100 m Rücken als Zweiter seines Vorlaufes.